# Ghino di Tacco

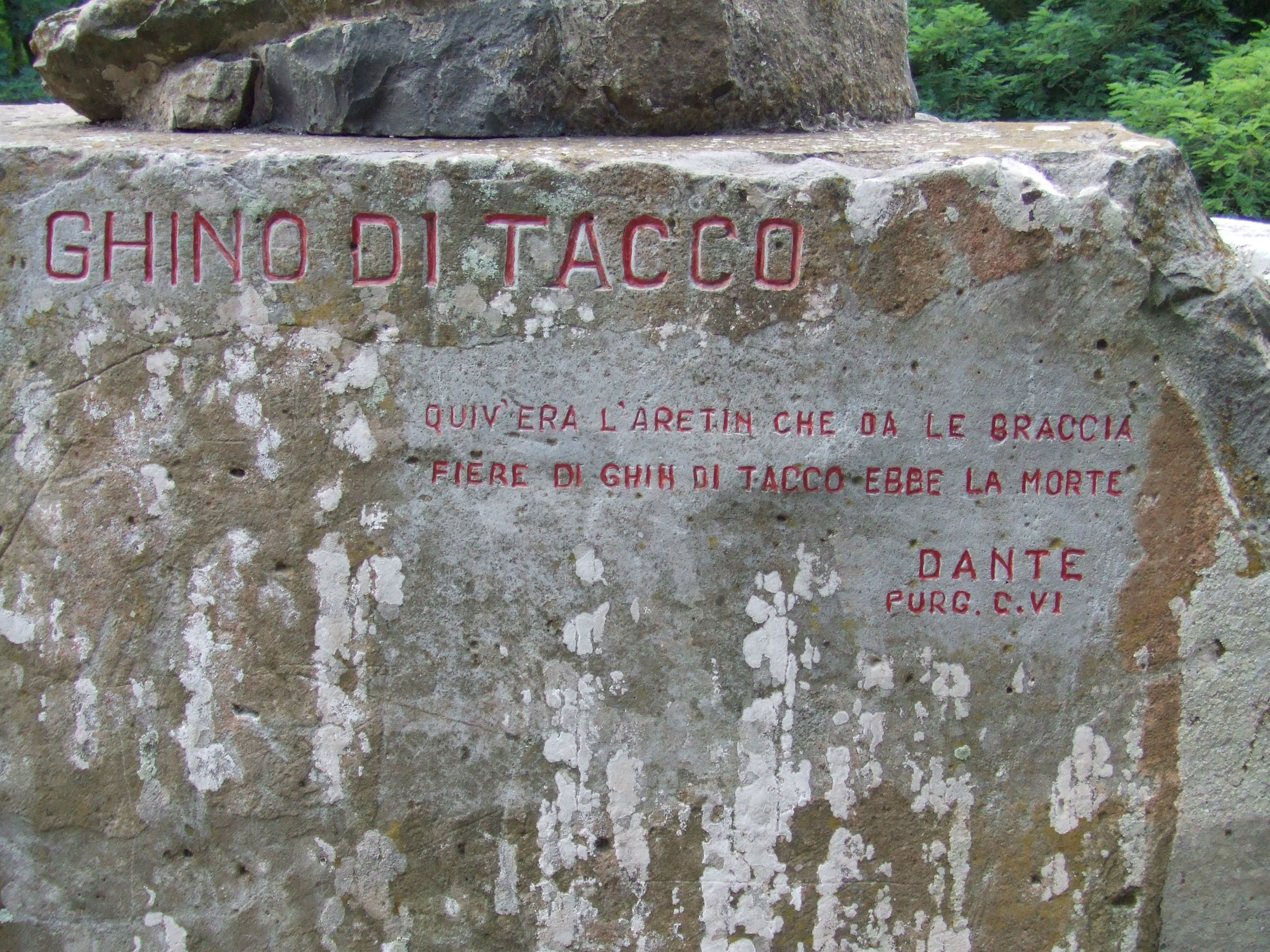
Citation de Dante sur le piédestal.

Ghinotto di Tacco, appelé Ghino (La Fratta (it), XIIIe siècle - ), est un célèbre hors-la-loi italien né près de Sinalunga en province de Sienne. 

## Biographie
Fils du Gibelin Tacco di Ugolino et d'une Tolomei avec son frère Turino, il est apparenté à la famille noble des Cacciaconti Monacheschi Tolomei.
Avec son frère il poursuivit des activités gangster Robinhood poursuivi par la République siennoise. Après sa capture, son frère fut exécuté sur la Piazza del Campo, et Ghino s'enfuit et trouva refuge à Radicofani, un bourg fortifié proche de la via Cassia aux confins de la république siennoise et des États pontificaux où il continua ses actions de bandit. 
Il laissait toujours quelques possessions à ses victimes, ce qui le fit décrire par Boccace comme un « bon brigand » (Brigante buono) dans  Le Décaméron (seconde histoire du dixième livre)  quand il y relata l'enlèvement de l'abbé de Cluny.
Quant à Dante, il le cite  dans Le Purgatoire, au chant  VI, lignes  13–14,  pour sa férocité lors de la mort de l'Arétin Benincasa da Laterina (juriste à  Bologne, puis juge du Podestà siennois).

« Quiv'era l'Aretin che da le braccia fiere di Ghin di Tacco ebbe la morte »

« Là était l’Arétin, qui de la main féroce de Ghin di Tacco reçut la mort... »